# NGC 2419
NGC 2419（Caldwell 25）は、やまねこ座の方角にある球状星団である。
1788年12月31日にウィリアム・ハーシェルによって発見された。V_HBは20.31である。かつては銀河系の周囲を公転していないと誤って判断され、"the Intergalactic Wanderer,"（銀河間放浪者）というニックネームが付けられた。しかし実際にはマゼラン雲よりも遠くの軌道を公転しており、銀河系の一部をなすと考えられている。軌道距離が長いせいで、銀河系の周りを一周するのに30億年もかかる。
M13等の有名な球状星団と比べると暗い。NGC 2419は9等級であるが、良い気象条件ならば、102mm口径の望遠鏡で見ることができる。天文学者のLeos Ondraは、この天体はアンドロメダ銀河の観測者から見ると、銀河系のメインディスクの外側に位置し、「最も明るく見える」と述べている。